# Ruud Jansen (voetballer)
Ruud Jansen (Nuenen, 12 januari 1987) is een voetballer die tot de zomer van 2010 als verdediger speelde voor Helmond Sport.

## Voorheen
| seizoen   | club          | wedstrijden | goals |
| --------- | ------------- | ----------- | ----- |
| 2006/2007 | Helmond Sport | 14          | 0     |
| 2007/2008 | Helmond Sport | 7           | 1     |
| 2008/2009 | Helmond Sport | 5           | 0     |
| 2009/2010 | Helmond Sport | 1           | 0     |
| 2010/2011 | RKSV Nuenen   | -           | -     |
|           | totaal        | 27          | 1     |